# Ohrili Hüseyin Pascià
Ohrili Hüseyin Pascià (Ohrid, ... – Istanbul, 20 maggio 1622) è stato un politico ottomano di origine albanese.
Fu nominato Gran Visir dal sultano Osman II il 9 marzo 1621. Dopo la sconfitta militare nella battaglia di Khotin, vinta dalle truppe della Confederazione polacco-lituana e dai suoi alleati cosacchi, fu destituito dal suo incarico il 17 settembre dello stesso anno. Rimase comunque vicino al sultano. Quando Osman II fu arrestato, Hüseyin Pascià, che lo accompagnava, cercò di fuggire, ma fu catturato e ucciso dai giannizzeri il 20 maggio 1622.